# فهرست فرودگاه‌های سینت یوستیشس
این مقاله شامل فهرست فرودگاه‌های سینت یوستیشس است. 

## فهرست
| شهر          | ایکائو | یاتا | نام فرودگاه                   | مختصات                                                         |
| سینت یوستیشس | TNCE   | EUX  | فرودگاه فرانکلین دلانو روزولت | ۱۷°۲۹′۴۷″ شمالی ۰۶۲°۵۸′۴۵″ غربی / ۱۷٫۴۹۶۳۹°شمالی ۶۲٫۹۷۹۱۷°غربی |